# Upa (rzeka)
Upa – rzeka w Rosji w obwodzie tulskim, prawy dopływ Oki (prawego najdłuższego dopływu Wołgi) o długości 345 km. Przepływa przez Tułę.